# Placówka Straży Granicznej II linii „Piłka”
Placówka Straży Granicznej II linii „Piłka” – jednostka organizacyjna Straży Granicznej pełniąca służbę wywiadowczą na granicy polsko-niemieckiej w okresie międzywojennym.

## Formowanie i zmiany organizacyjne
Rozporządzeniem Prezydenta Rzeczypospolitej Polskiej Ignacego Mościckiego z 22 marca 1928 roku, do ochrony północnej, zachodniej i południowej granicy państwa, a w szczególności do ich ochrony celnej, powoływano z dniem 2 kwietnia 1928 roku  Straż Graniczną.
Rozkazem nr 3 z 25 kwietnia 1928 roku w sprawie organizacji Wielkopolskiego Inspektoratu Okręgowego dowódca Straży Granicznej gen. bryg. Stefan Pasławski  określił strukturę organizacyjną komisariatu SG „Piłka”. Placówka Straży Granicznej II linii „Piłka” znalazła się w jego strukturze. Stacjonowała w budynku Piłka 3.

## Kierownicy/dowódcy placówki
| stopień    | imię i nazwisko  | okres pełnienia służby | kolejne stanowisko |
| ---------- | ---------------- | ---------------------- | ------------------ |
| przodownik | Ignacy Kaczmarek | był IV 1933 –          |                    |
| przodownik | Marcin Hochwajda | był VI 1935 –          |                    |